# (6599) Tsuko
(6599) Tsuko ist ein Asteroid des Hauptgürtels, der am 8. August 1988 von den japanischen Astronomen Kin Endate und Kazurō Watanabe am Kitami-Observatorium (IAU-Code 400) in der Unterpräfektur Okhotsk auf Hokkaidō in Japan entdeckt wurde.
Der Asteroid wurde nach dem japanischen Astronomen und Asteroidenentdecker Tsuko Nakamura (* 1943) benannt, der insgesamt vier Asteroiden entdeckte.